# 内田健三
内田 健三（うちだ けんぞう、1922年7月28日 - 2010年7月9日）は、日本の政治評論家・政治ジャーナリスト。元共同通信社政治部長・論説委員長。退職後、法政大学法学部教授。東海大学教授を歴任。専門は、日本政治論、政治過程論。

## 来歴・人物
熊本県八代郡氷川町（旧竜北町）生まれ、祖父内田康哉は外交官、政治家。旧制八代中学（現・熊本県立八代高等学校）、旧制第五高等学校卒業。旧制東京帝国大学在学中に、学徒出陣し、内蒙古・駐蒙軍に従軍。抑留・復員後、新制東京大学法学部に復学し、政治学者・丸山眞男に師事。1953年に東京大学法学部を卒業し、共同通信社に入社。以後岸内閣の安保闘争から小泉内閣まで50年以上にわたり、日本の政治の動向を取材・分析した。この時代にありがちな思想的な背景に基づくオピニオン的「論説」を排除し、あくまでも政治の現実を客観的に捉えることにこだわった。
また「文藝春秋」誌などの常連寄稿者であるが、単なる政界分析ではなく、社会的背景にこだわった政策のあり方まで踏まえた分析が、他のいわゆる「政治評論家」と異っている。岸内閣以降の政権内部の与党関係者に太いパイプを持つ一方、与党だけでない幅広い人脈を持ち、中でも1960年代に社会党の構造改革を目指した江田三郎には大きな影響を受けた。リクルート事件などの汚職事件が相次いだことを契機として政治改革への機運が高まった1989年、選挙制度改正と政治資金の規正のために第八次選挙制度審議会が発足し、委員に任命される。
政治の腐敗と各種業界との癒着には、構造的な問題があると指摘。当時の衆議院議員選挙は一選挙区から原則として複数の議員を選出する「中選挙区制度」を導入しており、議席の過半数を確保するには一つの政党から複数名の候補者を擁立する必要があった。選挙で政策論争が起きにくいこと。複数候補を擁立することを要因の一つとして政策集団ではない「派閥」が形成されること。首相派閥の交代による疑似的政権交代が行われることにより、政権交代が行われず、一つの政党が政権の座に居座り続けることになる。
選挙で政策論争が行われ、政権交代が行われるということがこれらの構造的な問題を変える重要なファクターとして、衆議院議員選挙には小選挙区を基軸とした制度を導入することを主張した。
法政大学退職後も、10年以上に渡って多くの学生の指導にあたり、多くの後進を育成した。財団法人松下政経塾の常務理事も務め、政治志望の青年への指導にもあたった。

## 経歴
- 1953年 東京大学法学部卒
- 1953年 共同通信社に入社。政治部長、論説委員長を歴任。
- 1982年 法政大学法学部教授。臨時教育審議会委員、選挙制度審議会委員などを歴任。
- 1991年 東海大学政治経済学部教授
- 2010年7月9日 肺炎のため87歳で死去。

## 著書
- 『戦後日本の保守政治――政治記者の証言』（岩波新書、1969年）
- 『派閥』（講談社現代新書、1983年）
- 『臨教審の軌跡――教育改革1100日』（第一法規出版、1987年）
- 『現代日本の保守政治』（岩波新書、1989年）
- 『戦後宰相論』（文藝春秋、1994年）
- 『初心不可忘　シリーズ・私を語る』（熊本日日新聞社、1995年）
- 『政治烈々――転形期をどう変えるか』（日本放送出版協会、1995年）

### 編著・共著
- 『保守回帰　ダブル選挙と民主主義の将来』（新評論、1981年）
- 『参院比例代表制　日本の政治風土をどう変えるか』（有斐閣選書、1983年）
- 『戦後保守政治の軌跡――吉田内閣から鈴木内閣まで』（岩波書店、1982年／岩波同時代ライブラリー（上下）、1994年）。後藤基夫・石川真澄と共著
- 『言論は日本を動かす』（講談社 全10巻、1985-86年）。編集委員（第4巻「日本を発見する」、第8巻「コラムで批判する」を担当）
- 『細川護貞座談 文と美と政治と』（中央公論社、1986年／中公文庫、1990年）。光岡明と聞き手
- 『税制改革をめぐる政治力学――自民優位下の政治過程』（中央公論社、1988年）
- 『日本議会史録』（第一法規出版 全6巻、1990-91年）。金原左門・古屋哲夫共編
- 『大政変　同時進行分析――細川・羽田「リレー政権」の航跡 』（東洋経済新報社、1994年）
- 『この政治空白の時代――橋本、小渕、森そして小泉政権』（木鐸社、2001年）